# Boldogkőújfalu
Boldogkőújfalu là một thị trấn thuộc hạt Borsod-Abaúj-Zemplén, Hungary. Thị trấn này có diện tích 11,02 km², dân số năm 2010 là 540 người, mật độ 49 người/km².